# Indywidualne Mistrzostwa Danii na Żużlu 2000
Indywidualne Mistrzostwa Danii na Żużlu 2000 – cykl turniejów żużlowych, mających na celu wyłonienie najlepszych żużlowców w Danii w sezonie 2000. Tytuł zdobył, po raz trzeci w karierze, Brian Karger.

## Finał
- Outrup – 26 maja 2000

| Msc. | Zawodnik               | Klub      | Pkt |  |  |
| ---- | ---------------------- | --------- | --- |  |  |
| 1    | Brian Karger           | Slangerup | 14  |  |  |
| 2    | Brian Andersen         | Herning   | 12  |  |  |
| 3    | John Jørgensen         | Odense    | 11  |  |  |
| 4    | Jesper Bruun Jensen    | Holsted   | 10  |  |  |
| 5    | Nicki Pedersen         | Brovst    | 10  |  |  |
| 6    | Ronni Pedersen         | Slangerup | 10  |  |  |
| 7    | Bjarne Pedersen        | Holstebro | 9   |  |  |
| 8    | Frede Schott           | Outrup    | 9   |  |  |
| 9    | Hans Clausen           | Outrup    | 8   |  |  |
| 10   | Hans Andersen          | Brovst    | 7   |  |  |
| 11   | Henning Bager          | Holsted   | 5   |  |  |
| 12   | Bo Skov Eriksen        | Herning   | 5   |  |  |
| 13   | Gert Handberg          | Brovst    | 4   |  |  |
| 14   | Martin Vinther         | Brovst    | 3   |  |  |
| 15   | Brian Lyngso           | Slangerup | 2   |  |  |
| 16   | Tom Madsen             | Holsted   | 2   |  |  |
|      | rez. Kim Pedersen      | Outrup    | 0   |  |  |
|      | rez. Mads Korneliussen | Brovst    | ns  |  |  |